# Nécrose papillaire

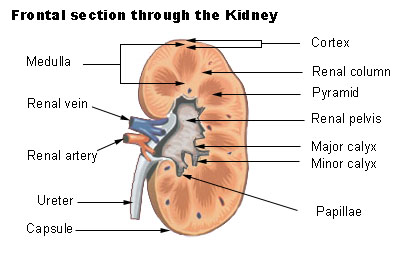
Anatomie du Rein

Une nécrose papillaire est une nécrose située au niveau des papilles rénales, c'est-à-dire du lieu où se réunissent les canaux collecteurs de l'urine provenant des tubules, d'où elle se déverse dans les calices puis le bassinet et enfin l'uretère.
Des médicaments, tels les anti-inflammatoires non stéroïdiens..., peuvent être responsable d'une ischémie (interruption de l'irrigation sanguine d'un tissu) puis d'une nécrose du tissu rénal (nécroses tubulaire, papillaire) dont la conséquence est une insuffisance rénale aiguë potentiellement grave.